# Favostroma crypticum
Favostroma crypticum är en svampart som beskrevs av B. Sutton & E.M. Davison 1983. Favostroma crypticum ingår i släktet Favostroma, divisionen sporsäcksvampar och riket svampar.   Inga underarter finns listade i Catalogue of Life.